# Montenils
Montenils – miejscowość i gmina we Francji, w regionie Île-de-France, w departamencie Sekwana i Marna.
Według danych na rok 1990 gminę zamieszkiwało 36 osób, a gęstość zaludnienia wynosiła 7 osób/km² (wśród 1287 gmin regionu Île-de-France Montenils plasuje się na 1077. miejscu pod względem liczby ludności, natomiast pod względem powierzchni na miejscu 667.).